# Dorfkirche Lachstedt

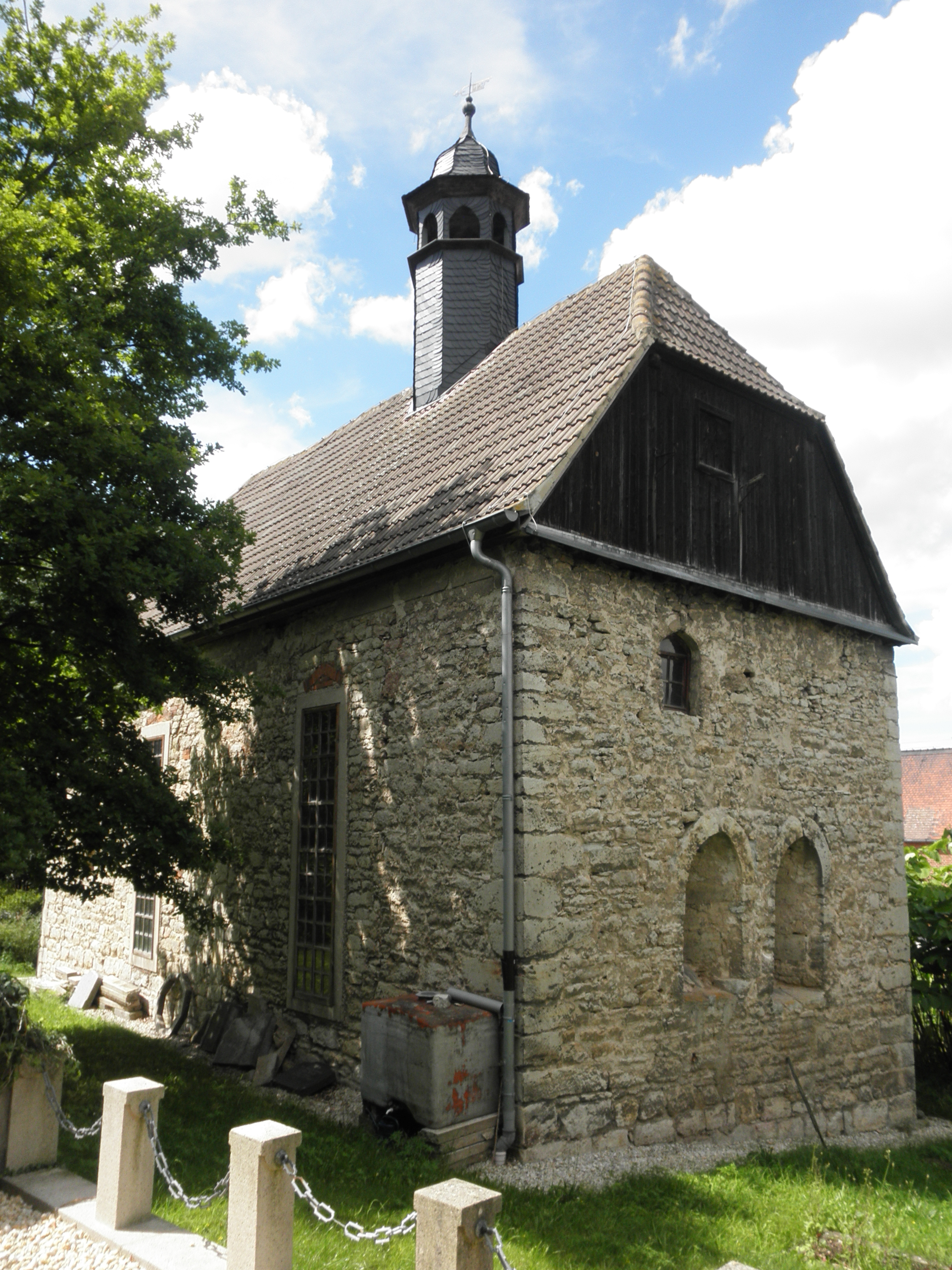
Die Kirche

Die evangelische Dorfkirche Lachstedt steht im Ortsteil Lachstedt der Gemeinde Schmiedehausen im Landkreis Weimarer Land in Thüringen. Sie gehört zum Pfarrbereich Dorndorf-Steudnitz im Kirchenkreis Eisenberg der Evangelischen Kirche in Mitteldeutschland.

## Geschichte
Die kleine romanische Saalkirche wurde in nachmittelalterlichen Zeit mehrfach umgebaut.
Fenster und Türen sind aus mehreren Bauphasen. In der südlichen Seite des Gotteshauses befinden sich zugemauerte Rundbogenfenster, dagegen sind an der Nordseite zugemauerte Rundbogenportale vorhanden. In den Mauern der östlichen Seite des Gotteshauses sind zwei frühgotische Lanzettfenster vorhanden. An beiden Längsseiten des Kirchenschiffes sind eingebaute Rechteckfenster.
Innen befinden sich dreiseitige zweigeschossige  Emporen und der Kanzelaltar aus dem 18. Jahrhundert. An den Wänden sind Reste figürlicher und ornamentaler Wandfassungen freigelegt worden.

Die Glocke wurde im 15. Jahrhundert gegossen. Auf ihrer Flanke ist vermerkt: /hilf got ma ria xix. [i = Jesus]/  

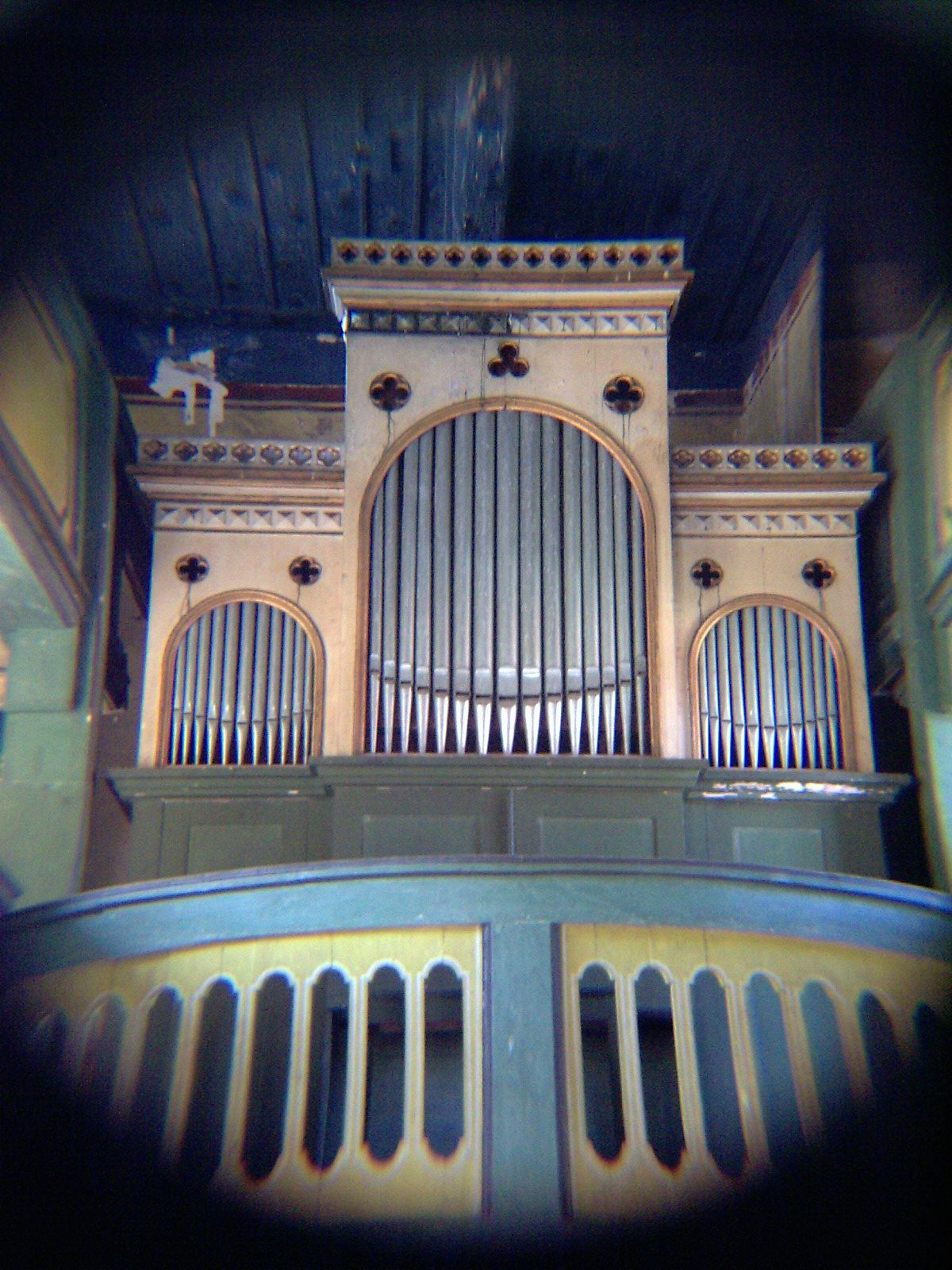
Die Orgel

Die Orgel wurde 1881 als op.21 von Adam Eifert (Stadtilm) gebaut. Noch 1965 wurde bei einer Visitation geäußert: „Orgel Lachstedt klingt nicht schlecht“. Sie hat noch Bälge zum Treten und keinen Motor.
1928 erfolgte die letzte Renovierung des Gotteshauses. Das Dach wurde 1988 und abschließend 1992 gedeckt.
Regelmäßige Gottesdienste finden seit 1983 nicht mehr statt.